# Chhatri

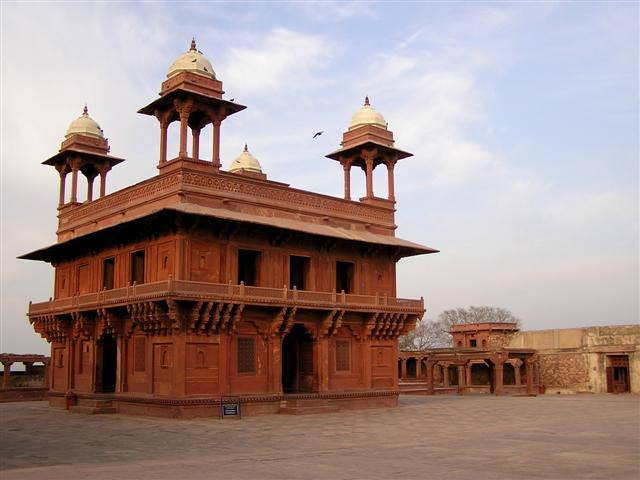
Chhatris dans les angles du Diwan-i-Khas dans l'ancienne ville de Fatehpur-Sikri

Les chhatris sont des structures en forme de pavillon ou de kiosque carré coiffés de dômes, typiques de l'architecture indienne. Ce sont des symboles de fierté, d'honneur et de commémoration dans l'architecture Rajput au Rajasthan. On les retrouve fréquemment dans les palais, les forteresses, ou pour délimiter les sites funéraires.
En hindi, le terme de chhatri désigne un parapluie ou une case.

## Architecture
Ce composant a été étendu à l'architecture indienne, notamment hindoue. Mais les chhatris ont aussi été repris dans l'architecture moghole où on les retrouve dans des monuments majeurs tels que le Taj Mahal à Agra ou le tombeau d'Humayun à Delhi.

## Galerie

Chhatris
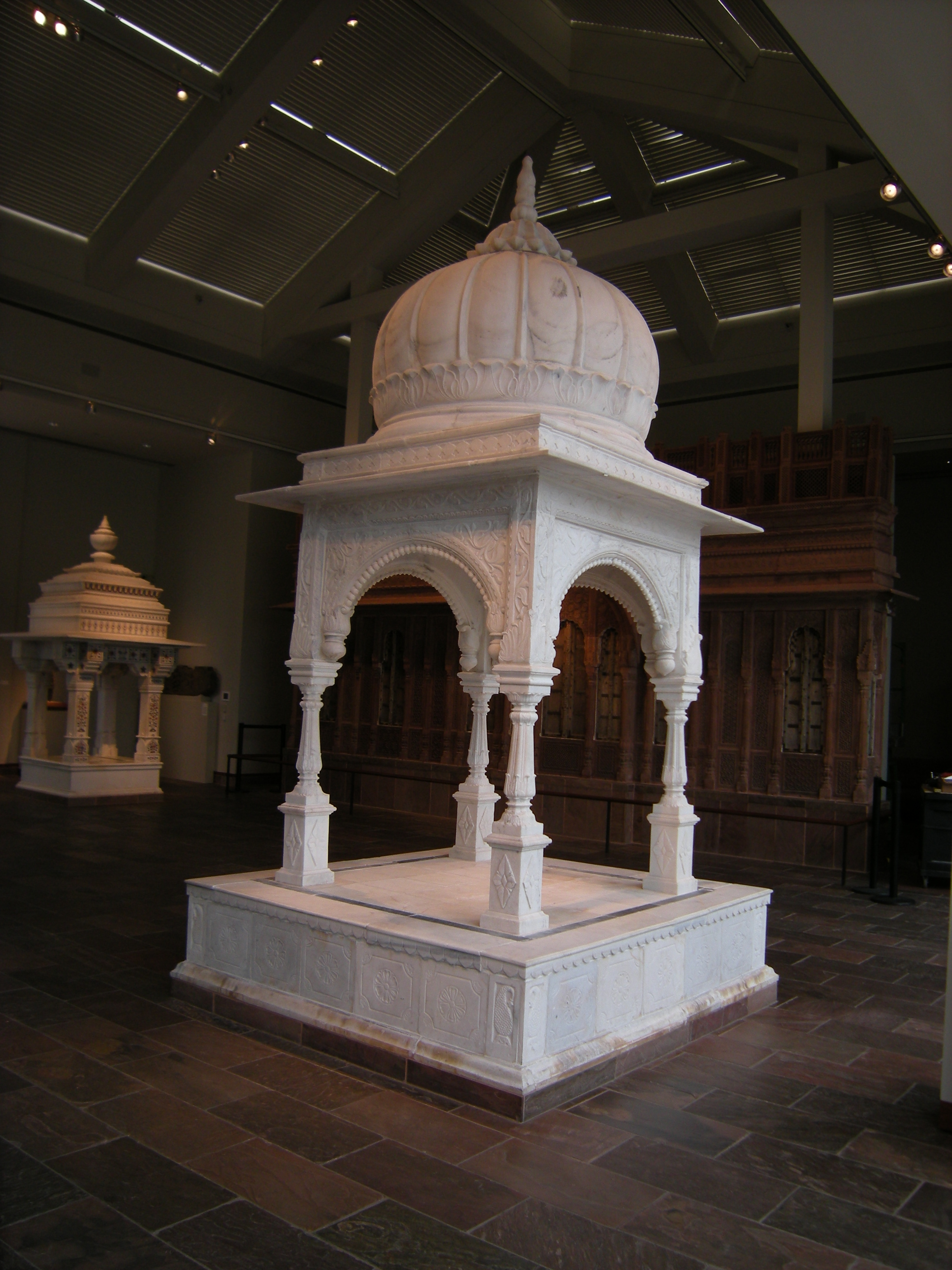
Chhatri au musée Crow Collection of Asian Art à Dallas
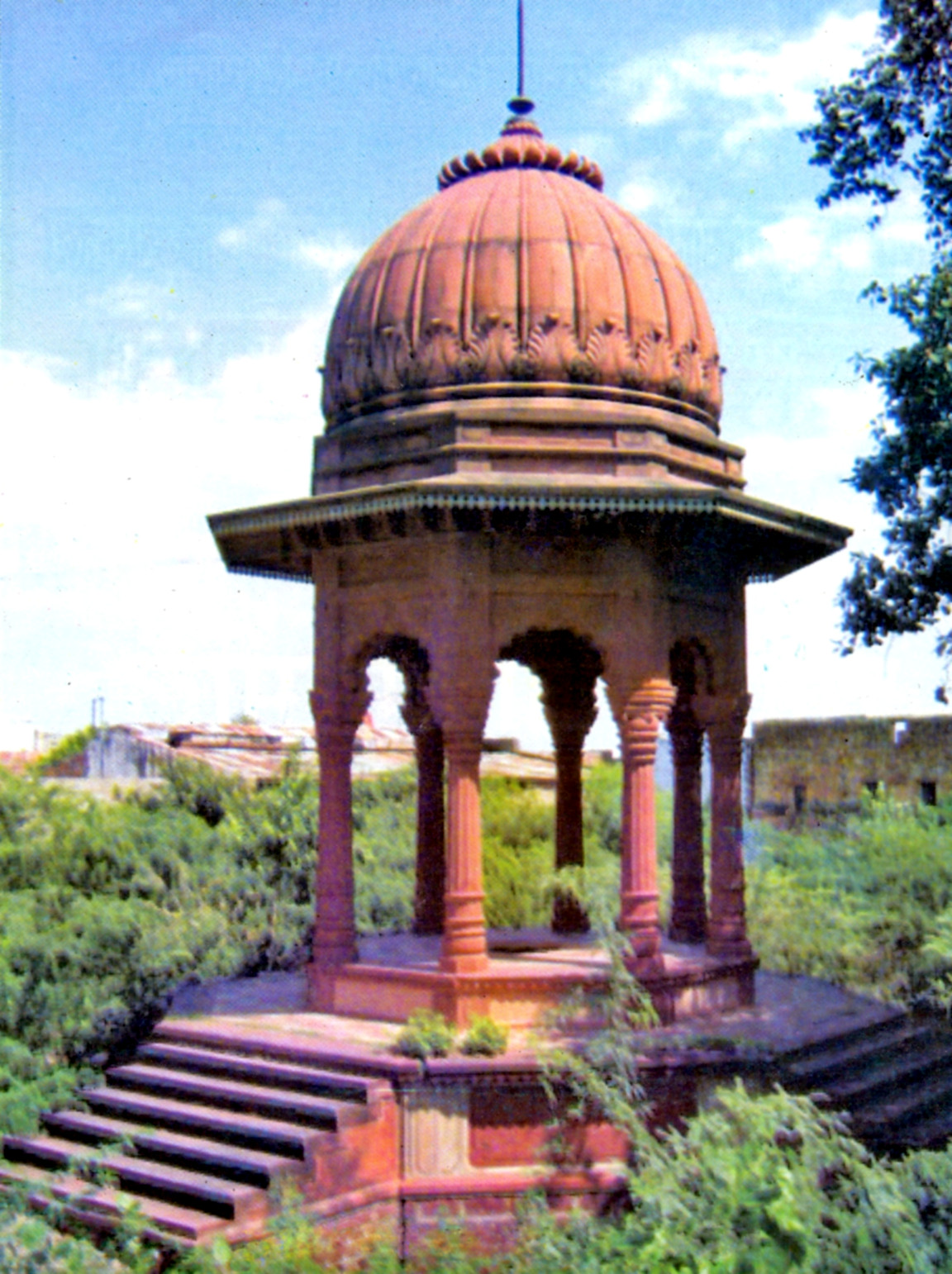
Chhatri du Maharaja Udaybhan Singh de Bharatpur
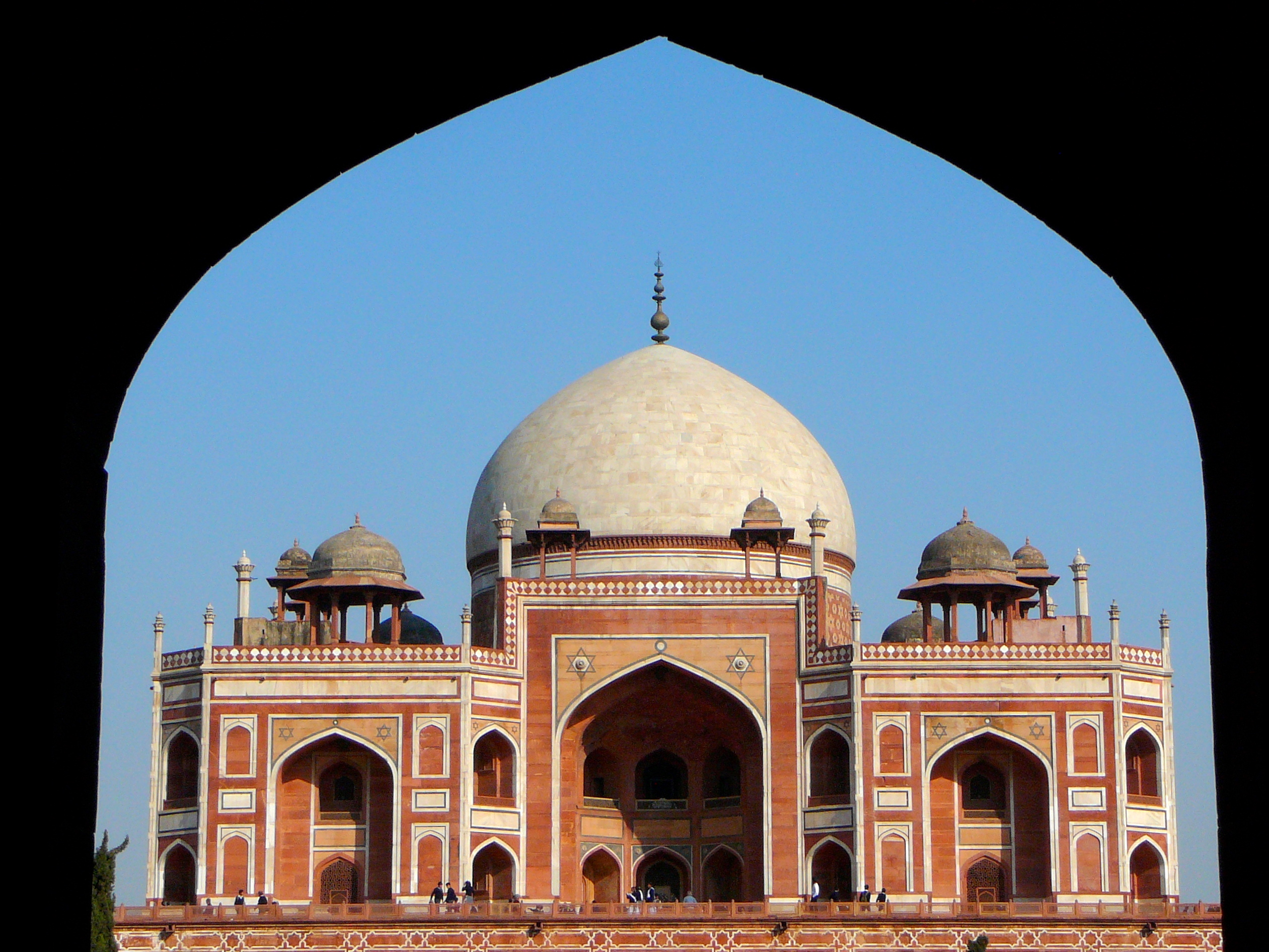
Le tombeau d'Humayun et ses chhatris
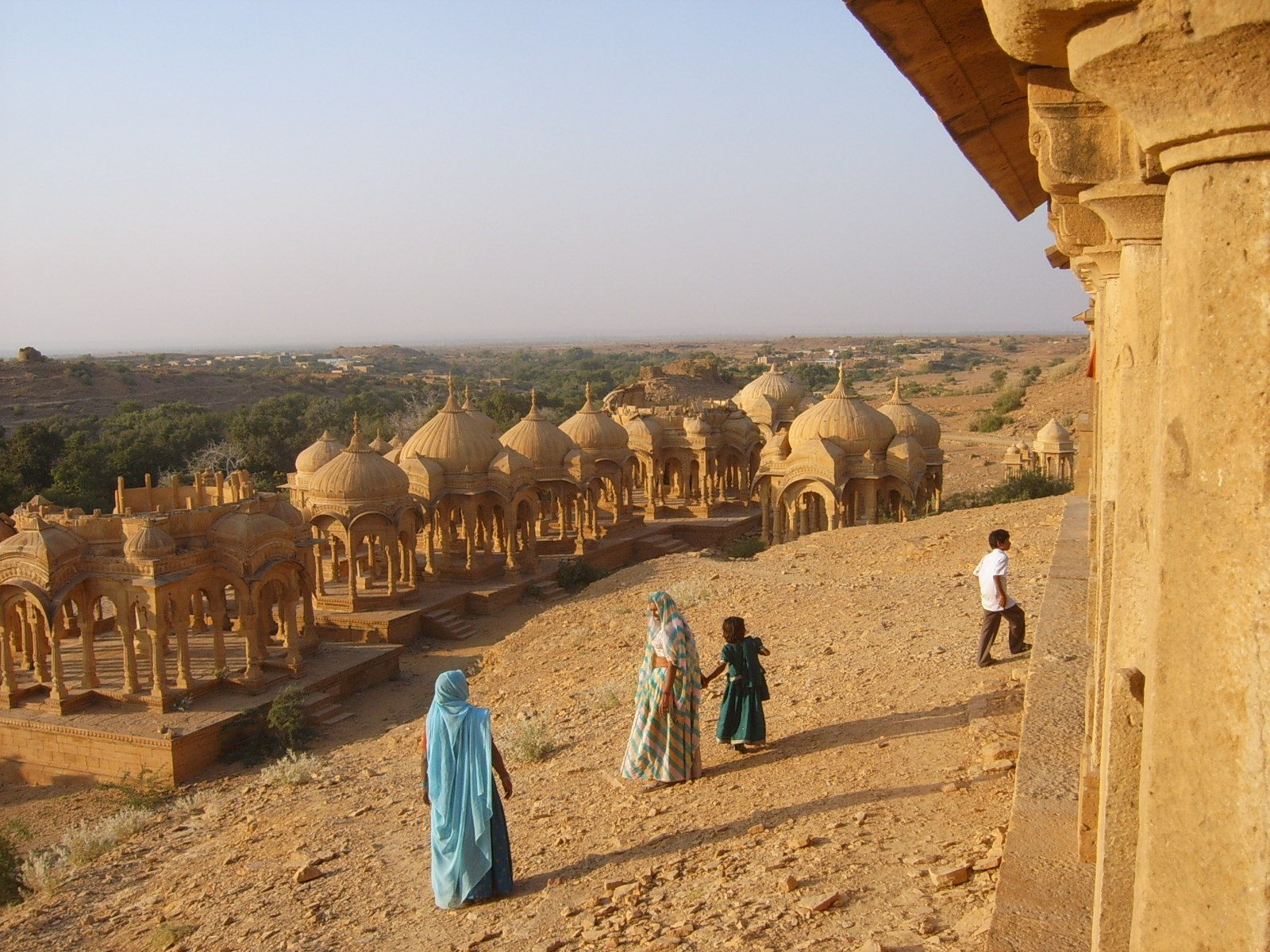
Les chhatris des cénotaphes de Jaisalmer
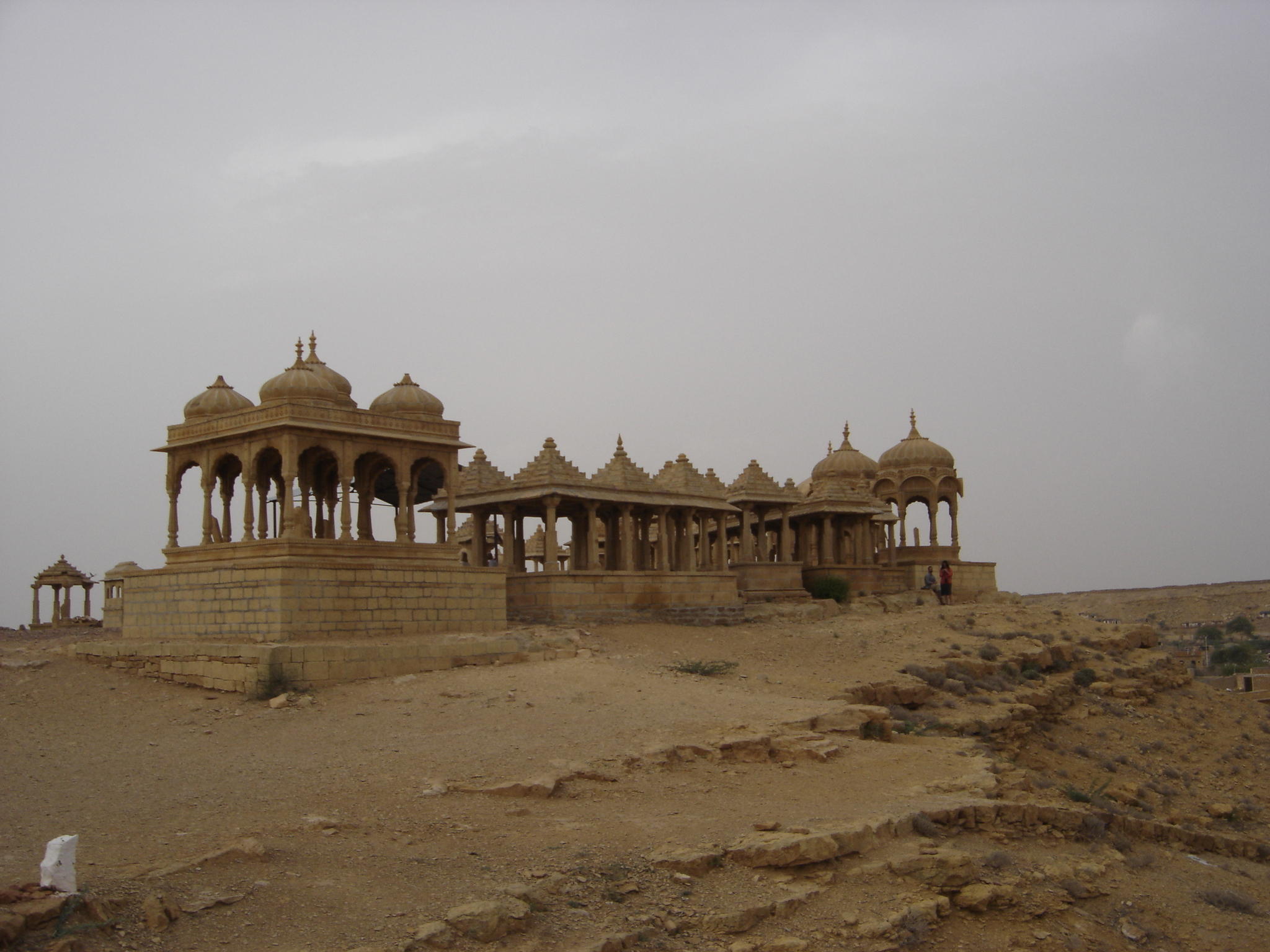
Les chhatris des lieux de crémation de Jaisalmer
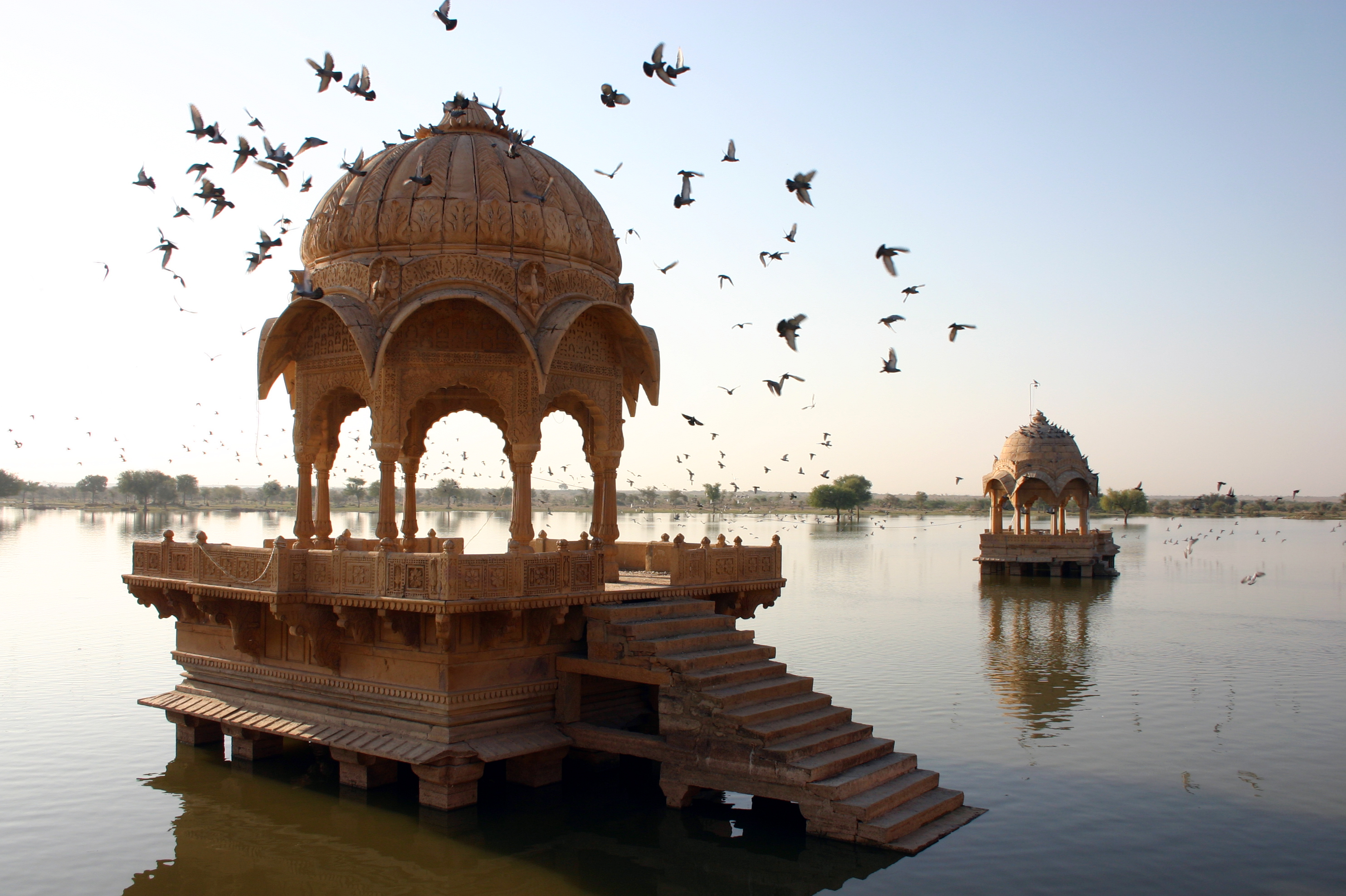
Chhatris au lac Gadisar, à Jaisalmer
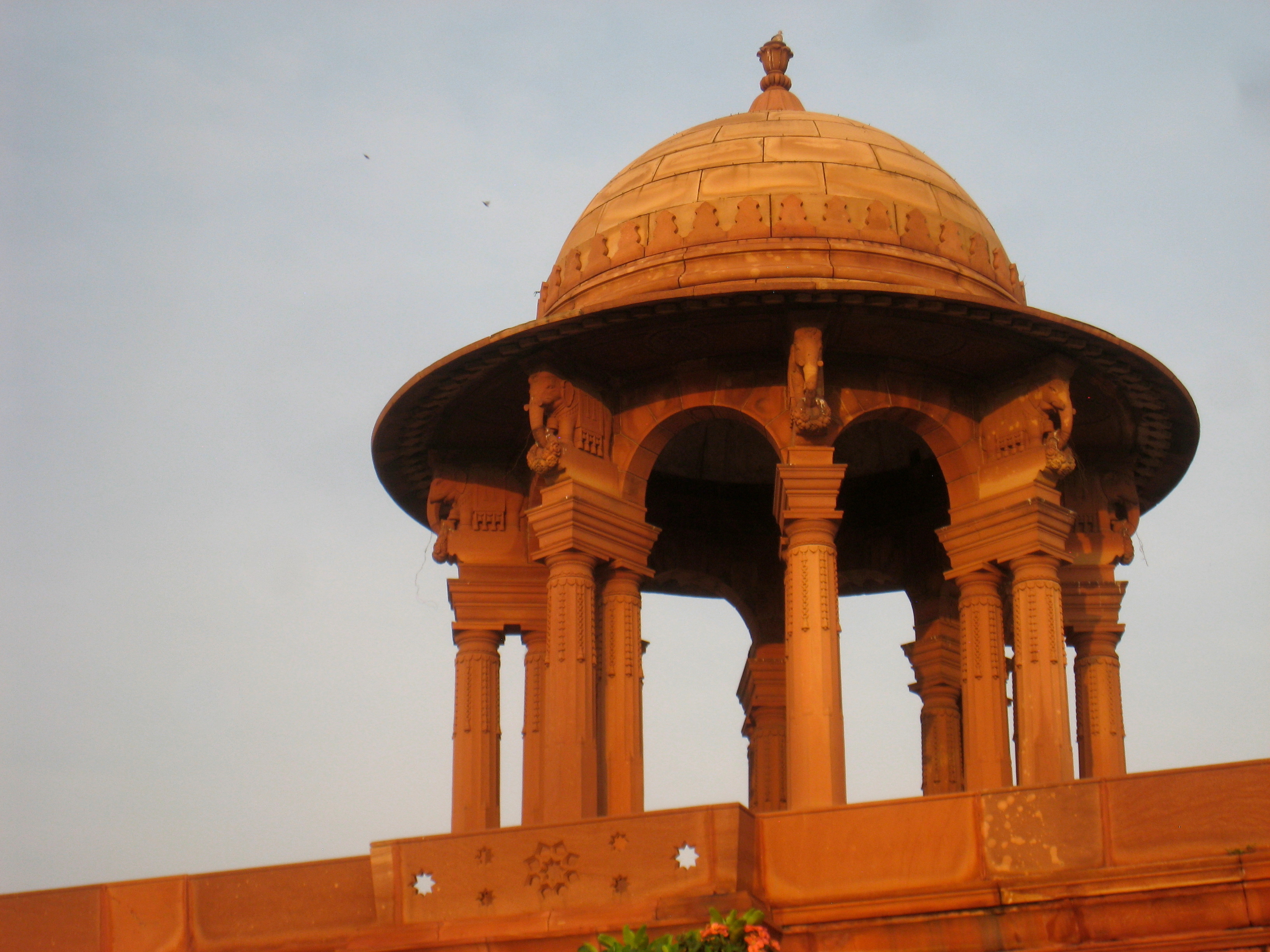
Chhatri du palais du gouvernement de New-Delhi
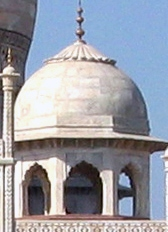
Chhatri d'angle du Taj Mahal
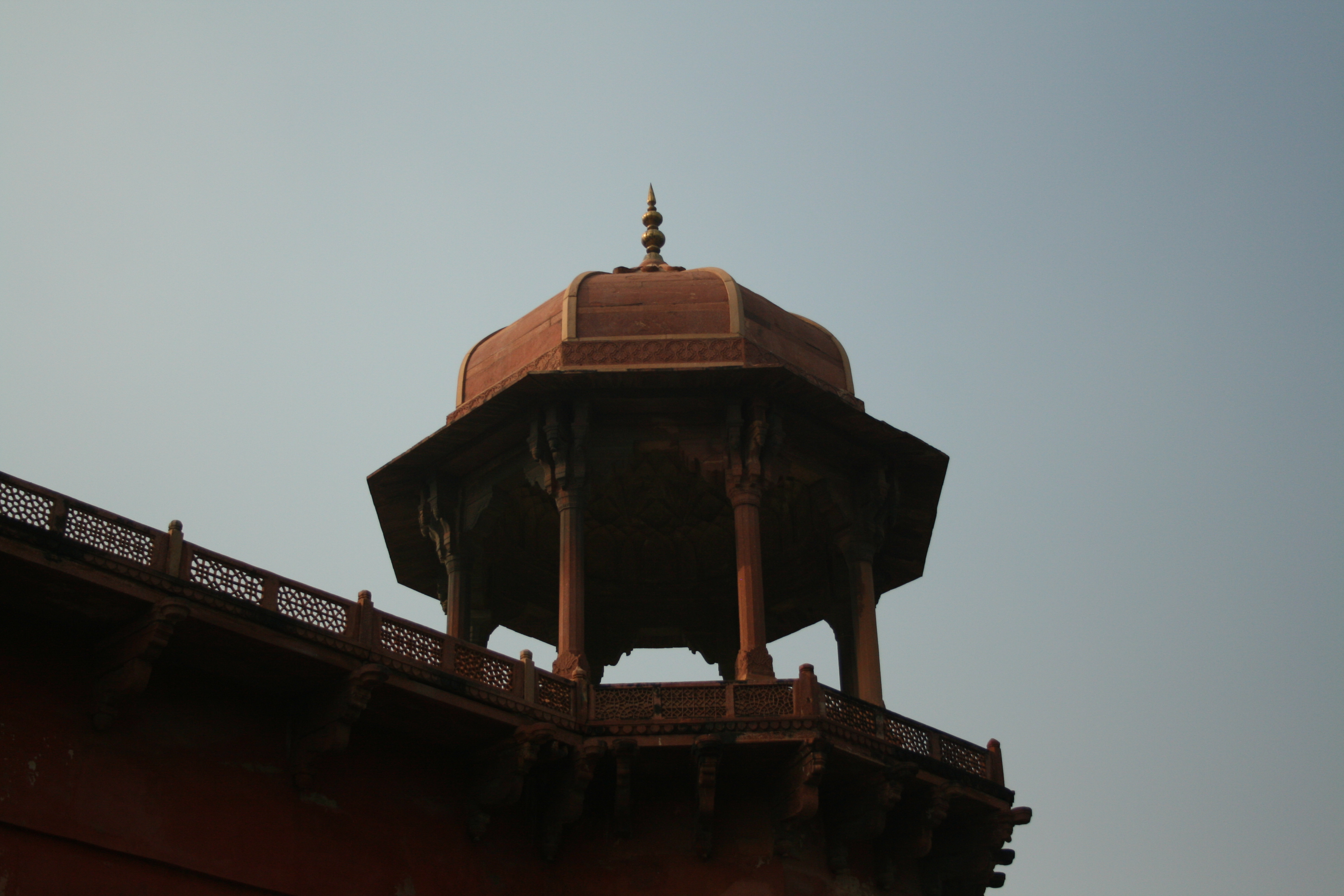
Chhatri de la tombe d'Akbar près d'Agra
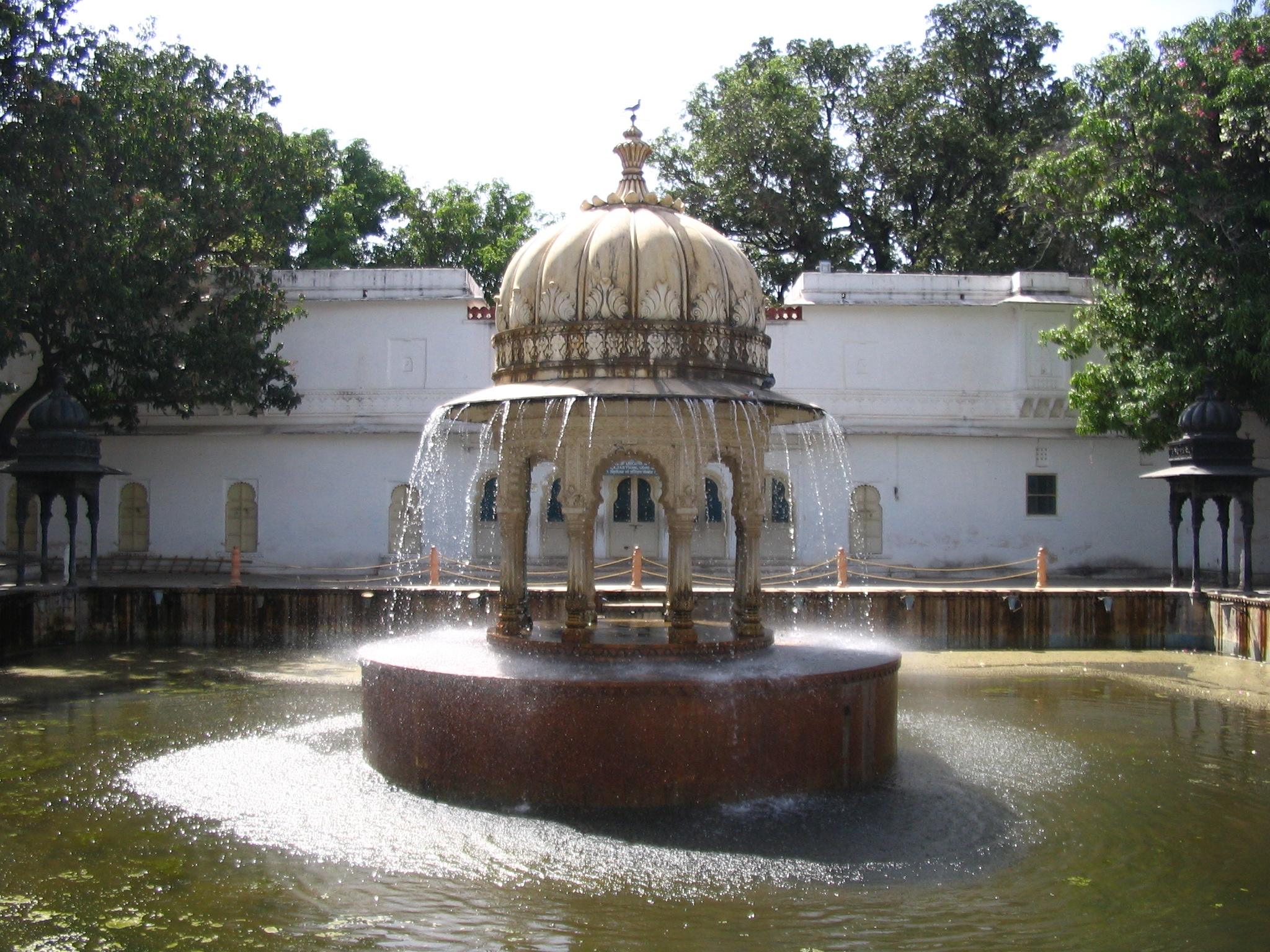
Chhatri-fontaine à Udaipur